# Список станций Афинского метрополитена
Это список станций Афинского метрополитена — системы линий метрополитена в г. Афины (Греция).

## Линии и станцииΗ.Σ.Α.Π.

### Линия 1
- «Пире́й» (греч. Πειραιάς)

открыта 27 февраля 1869 года
перестроена в 1928 году
- «Фа́лиро» (греч. Νέο Φάληρο) — станция пересадки на трамвай

открыта в 1882 году
перестроена в 1887 году
- «Мосха́то» (греч. Μοσχάτο)

открыта в 1882 году
- «Калите́я» (греч. Καλλιθέα)

открыта 1 июля 1928 года
- «Та́врос — Элефте́риос Венизе́лос» (греч. Ταύρος-Ελευθέριος Βενιζέλος)

открыта 6 февраля 1989 года
- «Петра́лона» (греч. Πετράλωνα)

открыта 22 ноября 1954 года
- «Тиси́о» (греч. Θησείο)

открыта 27 февраля 1869 года
- «Монастира́ки» (греч. Μοναστηράκι) — пересадка на Линию 3 (Αττικό Μετρό)

открыта 17 мая 1895 года
- «Омо́ния» (греч. Ομόνοια) — пересадка на Линию 2 (Αττικό Μετρό)

открыта 17 мая 1895 года
перестроена 21 июля 1930 года
- «Викто́рия» (греч. Βικτώρια)

открыта 1 марта 1948 года
- «Аттики́» (греч. Αττική) — пересадка на Линию 2 (Αττικό Μετρό)

открыта 30 июня 1949 года
- «А́йос Нико́лас» (греч. Άγιος Νικόλαος)

открыта 12 февраля 1956 года
- «Ка́то Пати́сия» (греч. Κάτω Πατήσια)

открыта 12 февраля 1956 года
- «А́йос Элефте́риос» (греч. Άγιος Ελευθέριος)

открыта 4 августа 1961 года
- «А́но Пати́сия» (греч. Άνω Πατήσια)

открыта 12 февраля 1956 года
- «Периссо́с» (греч. Περισσός)

открыта 14 марта 1956 года
- «Певка́кия» (греч. Πευκάκια)

открыта 5 июля 1956 года
- «Не́а Иони́я» (греч. Νέα Ιωνία)

открыта 14 марта 1956 года
- «Ира́клио» (греч. Ηράκλειο)

открыта 4 марта 1957 года
- «Ири́ни» (греч. Ειρήνη) — выход к Олимпийскому стадиону

открыта 3 сентября 1982 года
- «Нерандзио́тисса» (греч. Νεραντζιώτισσα) — пересадка на линию пригородной железной дороги Проастиакос

открыта 6 августа 2004 года
- «Мару́си» (греч. Μαρούσι)

открыта 1 сентября 1957 года
- «К.А.Т.» (греч. Κ.Α.Τ.)

открыта 27 марта 1989 года
- «Кифисья́» (греч. Κηφισιά)

открыта 10 августа 1957 года

## Линии и станцииАттико Метро

### Линия 2 (красная линия)
- «Антуполи» (греч. Ανθούπολη)

открыта 6 апреля 2013 года
- «Перистери» (греч. Περιστέρι)

открыта 6 апреля 2013 года
- «А́йос Анто́ниос» (греч. Άγιος Αντώνιος)

открыта 9 августа 2004 года
- «Сепо́лия» (греч. Σεπόλια)

открыта 28 января 2000 года
- «Аттики́» (греч. Αττική) — пересадка на линию 1 (Η.Σ.Α.Π.)

открыта 28 января 2000 года
- «Лари́сис» (греч. Λαρίσης) — выход к центральному железнодорожному вокзалу, посадка на поезда Ο.Σ.Ε. и Проастиакос

открыта 28 января 2000 года
- «Метаксурги́о» (греч. Μεταξουργείο)

открыта 28 января 2000 года
- «Омо́ния» (греч. Ομόνοια) — пересадка на линию 1 (Η.Σ.Α.Π.)

открыта 28 января 2000 года
- «Панеписти́мио» (греч. Πανεπιστήμιο)

открыта 28 января 2000 года
- «Си́нтагма» (греч. Σύνταγμα) — пересадка на линию 3 (Α.Μ.Ε.Λ.), пересадка на трамвай

открыта 28 января 2000 года
- «Акро́поли» (греч. Ακρόπολη)

открыта 16 ноября 2000 года
- «Сингру́-Фикс» (греч. Συγγρού-Φιξ)

открыта 16 ноября 2000 года
- «Не́ос Ко́змос» (греч. Νέος Κόσμος) — пересадка на трамвай

открыта 16 ноября 2000 года
- «А́йос Иоа́нис» (греч. Άγιος Ιωάννης)

открыта 16 ноября 2000 года
- «Да́фни» (греч. Δάφνη)

открыта 16 ноября 2000 года
- «А́йос Дми́триос/Але́ксандрос Панагу́лис» (греч. Άγιος Δημήτριος / Αλέξανδρος Παναγούλης)

открыта 5 июня 2004 года
- «Илиуполи» (греч. Ηλιούπολη)

открыта 26 июля 2013 года
- «Алимос» (греч. Άλιμος)

открыта 26 июля 2013 года
- «Аргируполи» (греч. Αργυρούπολη) — пересадка на трамвай

открыта 26 июля 2013 года
- «Эллинико» (греч. Ελληνικό)

открыта 26 июля 2013 года

### Линия 3 (синяя линия)
- «Эга́лео» (греч. Αιγάλεω)

открыта 26 мая 2007 года
- «Элео́нас» (греч. Ελαιώνας)

открыта 26 мая 2007 года
- «Керамико́с» (греч. Κεραμεικός)

открыта 26 мая 2007 года
- «Монастира́ки» (греч. Μοναστηράκι) — пересадка на линию 1 (Η.Σ.Α.Π.)

открыта 22 апреля 2003 года
- «Си́нтагма» (греч. Σύνταγμα) — пересадка на линию 2 (Α.Μ.Ε.Λ.), пересадка на трамвай

открыта 28 января 2000 года
- «Эвангелизмо́с» (греч. Ευαγγελισμός)

открыта 28 января 2000 года
- «Ме́гаро Мусики́с» (греч. Μέγαρο Μουσικής)

открыта 28 января 2000 года
- «Амбело́кипи» (греч. Αμπελόκηποι)

открыта 28 января 2000 года
- «Пано́рму» (греч. Πανόρμου)

открыта 28 января 2000 года
- «Катеха́ки» (греч. Κατεχάκη)

открыта 28 января 2000 года
- «Этники́ А́мина» (греч. Εθνική Άμυνα)

открыта 28 января 2000 года
- «Холарго́с» (греч. Χολαργός)

открыта 23 июля 2010 года
- «Номизматокопи́о» (греч. Νομισματοκοπείο)

открыта 2 сентября 2009 года
- «Айи́я Параскеви́» (Αγία Παρασκευή)

открыта 30 декабря 2010 года
- «Хала́ндри» (греч. Χαλάνδρι)

открыта 24 июля 2004 года
- «Дуки́ссис Плакенди́ас» (греч. Δουκίσσης Πλακεντίας) — пересадка на линию Проастиакос

открыта 28 июля 2004 года
- «Палли́ни» (греч. Παλλήνη) — пересадка на линию Проастиакос

открыта в сентябре 2006 года
- «Пеани́а-Ка́ндза» (греч. Παιανία-Κάντζα) — пересадка на линию Проастиакос

открыта 10 июля 2006 года
- «Коропи́» (греч. Κορωπί) — пересадка на линию Проастиакос

открыта 10 июля 2006 года
- "Аэропорт «Элефтериос Венизелос» — пересадка на линию Проастиакос

## Строящиеся и запланированные станции

### Линия 3 (синяя линия)
- «Айия Марина» (греч. Αγία Μαρίνα) (Сентябрь 2013)
- «Димотико Театро» (греч. Δημοτικό Θέατρο) (~ 2017)
- «Пириас» (греч. Πειραιάς) (~ 2017)
- «Маньятика» (греч. Μανιάτικα) (~ 2017)
- «Никея» (греч. Νίκαια) (~ 2017)
- «Коридаллос» (греч. Κορυδαλλός) (~ 2017)
- «Айиа Варвара» (греч. Αγία Βαρβάρα) (~ 2017)

### Линия 4 (оранжевая линия)
Проведение тендера на строительство первого отрезка запланировано на 2012 год.
- «Периссос» (греч. Περισσός)
- «Платия Ийиас» (греч. Σαμφράπολη (Πλατεία Υγείας))
- «Алсос Веику» (греч. Άλσος Βεΐκου (Τραλλέων και Βείκου))
- «Галаци» (греч. Γαλάτσι (Βείκου και Γαλατσίου))
- «геликон» (греч. Ελικώνος (Αγίας Γλυκερίας και Πάρνηθος))
- «Кипсели» (греч. Κυψέλη (πλατεία Κανάρη))
- «Дикастирия» (греч. Δικαστήρια)
- «Александрас» (греч. Αλεξάνδρας)
- «Эксархия» (греч. Εξάρχεια)
- «Панепистимио» (греч. Πανεπιστήμιο)
- «Колонаки» (греч. Κολωνάκι (πλατεία Φιλικής Εταιρείας))
- «Эвангелизмос» (греч. Ευαγγελισμός)